# Adorjás
Adorjás (hongrois : Adorjás [ˈɒdorjaːʃ]) est une localité hongroise située dans le comitat de Baranya. Adorjás est située dans la région nord-est de l’Ormánság, à l’ouest de Siklós, entre Harkány et Vajszló.

## Histoire
Les premières mentions écrites d’Adorjás remontent à 1251, où elle est citée sous le nom de Villa Azarias. Cette appellation était encore en usage en 1432. À l’époque médiévale, le village était un poste de péage rattaché au château de Siklós.
Ses seigneurs féodaux furent successivement les Garai, les Geréb, les Perényi, les Zrínyi et les Batthyány.
Par la suite, la population se déplaça plus au nord, et le site actuel du village fut progressivement peuplé au cours du XIIIe siècle.
La communauté locale adopta le protestantisme dès les premières phases de la Réforme, devenant majoritairement réformée. Ce n’est qu’à partir de la seconde moitié du XIXe siècle que la population se convertit progressivement au catholicisme romain.

## Population

### Minorités culturelles et religieuses
Lors du recensement de 2011, la population d’Adorjás se déclarait à 100 % hongroise, tandis que 72,4 % s’identifiaient également comme Roms et 0,6 % comme Croates. En raison des identités multiples, le total peut dépasser 100 %.
Concernant l’appartenance religieuse, 76,8 % des habitants se déclaraient catholiques romains, 17,1 % réformés et 2,2 % sans confession. Environ 2,8 % des habitants n’ont pas répondu.
En 2022, 88,3 % des habitants se déclaraient hongrois, 33,1 % Roms et 1,9 % appartenaient à une autre nationalité non hongroise. 11,7 % des habitants n’ont pas souhaité répondre.
Sur le plan religieux, 48,7 % de la population se déclarait catholique romaine, 12,3 % réformée et 4,5 % affiliée à une autre branche du catholicisme. 6,5 % se déclaraient sans appartenance religieuse, tandis que 27,9 % des habitants n’ont pas répondu.

## Équipements

### Réseaux extra-urbains
L’axe routier principal permettant d’accéder à la commune est la route 5804, qui relie Harkány, Sellye et Darány, offrant ainsi des connexions vers plusieurs directions. Toutefois, cette route ne traverse pas directement les zones habitées d’Adorjás. L'accès au village se fait par la route secondaire 58 128, qui continue vers le nord en direction du centre de Kórós.
Une route municipale de qualité variable relie également Adorjás à Sámod.Depuis Pécs, chef-lieu du comitat, la commune est accessible en passant par Vajszló ou Harkány.

## Patrimoine urbain
L’unique monument classé de la commune est l’église réformée, construite en 1837 dans un style tard baroque et surmontée d’un clocher. Cet édifice est un bel exemple des églises réformées à plafond en bois peint.
L’intérieur de l’église est particulièrement remarquable pour son mobilier liturgique, qui comprend notamment la table de communion, les bancs, le siège pastoral et la chaire. La tribune en forme de L est ornée de huit panneaux peints, dont l’un porte le nom de l’artisan : Szaitz Jakab tisler mester.
Le plafond sous la tribune est décoré de panneaux aux motifs rococo, tandis que les panneaux de la galerie présentent des ornements floraux délicats, des motifs en treillis et des éléments décoratifs frangés. Les couleurs dominantes sont le rouge, le jaune et le bleu. L’un des panneaux représente une barque, symbole de l’Église, surmontée d’un rideau frangé protégeant l’embarcation des flots, figurés par de nombreux cercles.
À côté de l’église se trouve le presbytère, un bâtiment à caractère patrimonial. De l’autre côté s’étend un parc soigneusement entretenu, où sont érigés des monuments commémoratifs en hommage aux soldats des Première et Seconde Guerres mondiales.